# Steve Miller Band
Steve Miller Band – amerykański zespół blues-rockowy założony w San Francisco (Kalifornia) w roku 1966. Liderem zespołu jest wokalista i gitarzysta Steve Miller.

Największe przeboje zespołu to: „The Joker” (1973), „Rock'n Me” (1976), „Fly Like an Eagle” (1977), „Jet Airliner” (1977), „Abracadabra” (1982).